# Repêchage de la Ligue majeure de baseball 2017
2016 2018
Le repêchage de la Ligue majeure de baseball 2017 se tient du 12 au 14 juin 2017. Il s'agit de la 53e présentation du repêchage amateur de la Ligue majeure de baseball, un événement annuel dont des équivalents sont présents dans tous les sports collectifs nord-américains, comparable à une bourse aux joueurs, où les équipes sélectionnent des sportifs issus de l'université ou de l'école secondaire.
Au total en 2017, 1 215 joueurs sont choisis par 30 clubs durant 40 tours de sélection.
Le premier athlète sélectionné est Royce Lewis, un joueur d'arrêt-court d'une école secondaire de San Juan Capistrano en Californie, choisi par les Twins du Minnesota.

## Ordre de sélection
L'ordre de sélection est déterminé par les classements de la saison 2016 de la MLB. Le moins bon club, les Twins du Minnesota en l'occurrence, choisit le premier et les 29 autres sont classés en ordre décroissant selon leurs performances de la saison de baseball précédente. Si deux clubs ont la même fiche victoires-défaites lors de la saison précédente, l'équipe avec la moins bonne performance la saison avant celle-ci (dans ce cas, la saison 2015) choisit avant l'autre.

### Choix compensatoires
L'ordre de sélection n'est souvent pas absolument identique au classement « inversé » de la saison précédente (déterminé par le nombre de victoires), puisque des choix dits « compensatoires » peuvent le modifier légèrement. Certains clubs sont tenus de céder à un autre en guise de compensation pour la perte d'un agent libre durant l'intersaison ou en compensation pour l'incapacité à mettre sous contrat un joueur repêché l'année précédente. En 2017, trois équipes (les Blue Jays de Toronto, Rangers du Texas et les Cubs de Chicago) possèdent trois choix de première ronde en vertu de la règle concernant la compensation pour un agent libre, alors que trois autres clubs (les Indians de Cleveland, Rockies du Colorado et Cardinals de Saint-Louis) ont perdu leur choix de premier tour.
De plus, une procédure nommée Competitive Balance existe pour donner un coup de pouce supplémentaire aux équipes moins riches de la ligue. Toutes les équipes se classant parmi les 10 dernières des majeures en termes de revenus et parmi les 10 dernières pour la grandeur de leur marché sont éligibles à un choix supplémentaire dans une « ronde A » (au bas de tableau du premier tour de sélection) ou une « ronde B » (au bas de tableau du second tour de sélection). Une formule tenant compte des revenus du club et de ses performances déterminent dans quelle ronde se situera ce choix supplémentaire, et en 2017, six clubs obtiennent un choix de ronde A (ci-dessous) et huit clubs un choix dans la ronde B.

## Premier tour de sélection
| Rang | Joueur              | Équipe                    | Position         | Provenance                                                      |
| ---- | ------------------- | ------------------------- | ---------------- | --------------------------------------------------------------- |
| 1    | Royce Lewis (en)    | Twins du Minnesota        | Arrêt-court      | JSerra Catholic High School (San Juan Capistrano, Californie)   |
| 2    | Hunter Greene       | Reds de Cincinnati        | Lanceur droitier | Notre Dame High School (Sherman Oaks, Californie)               |
| 3    | MacKenzie Gore (en) | Padres de San Diego       | Lanceur gaucher  | Whiteville High School (Whiteville, Caroline du Nord)           |
| 4    | Brendan McKay (en)  | Rays de Tampa Bay         | Premier but      | Université de Louisville                                        |
| 5    | Kyle Wright         | Braves d'Atlanta          | Lanceur droitier | Université Vanderbilt                                           |
| 6    | Austin Beck         | Athletics d'Oakland       | Voltigeur        | North Davidson High School (Lexington, Caroline du Nord)        |
| 7    | Pavin Smith         | Diamondbacks de l'Arizona | Premier but      | Université de Virginie                                          |
| 8    | Adam Haseley        | Phillies de Philadelphie  | Voltigeur        | Université de Virginie                                          |
| 9    | Keston Hiura        | Brewers de Milwaukee      | Deuxième but     | Université de Californie à Irvine                               |
| 10   | Jo Adell            | Angels de Los Angeles     | Voltigeur        | Ballard High School (Louisville, Kentucky)                      |
| 11   | Jake Burger         | White Sox de Chicago      | Troisième but    | Université d'État du Missouri                                   |
| 12   | Shane Baz           | Pirates de Pittsburgh     | Lanceur droitier | Concordia Lutheran High School (Springfield, Missouri)          |
| 13   | Trevor Rogers       | Marlins de Miami          | Lanceur gaucher  | Carlsbad High School (Carlsbad, Nouveau-Mexique)                |
| 14   | Nick Pratto         | Royals de Kansas City     | Premier but      | Huntington Beach High School (Huntington Beach, Californie)     |
| 15   | J. B. Bukauskas     | Astros de Houston         | Lanceur droitier | Université de Caroline du Nord à Chapel Hill                    |
| 16   | Clarke Schmidt      | Yankees de New York       | Lanceur droitier | Université de Caroline du Sud                                   |
| 17   | Evan White          | Mariners de Seattle       | Premier but      | Université du Kentucky                                          |
| 18   | Alex Faedo          | Tigers de Détroit         | Lanceur droitier | Université de Floride                                           |
| 19   | Heliot Ramos        | Giants de San Francisco   | Voltigeur        | Leadership Christian Academy (Guaynabo, Porto Rico)             |
| 20   | David Peterson      | Mets de New York          | Lanceur gaucher  | Université de l'Oregon                                          |
| 21   | D. L. Hall          | Orioles de Baltimore      | Lanceur gaucher  | Valdosta High School (Valdosta, Géorgie)                        |
| 22   | Logan Warmoth       | Blue Jays de Toronto      | Arrêt-court      | Université de Caroline du Nord à Chapel Hill                    |
| 23   | Jeren Kendall       | Dodgers de Los Angeles    | Voltigeur        | Université Vanderbilt                                           |
| 24   | Tanner Houck        | Red Sox de Boston         | Lanceur droitier | Université du Missouri                                          |
| 25   | Seth Romero         | Nationals de Washington   | Lanceur gaucher  | Université de Houston                                           |
| 26   | Bubba Thompson      | Rangers du Texas          | Voltigeur        | McGill-Toolen Catholic High School (Mobile, Alabama)            |
| 27   | Brendon Little      | Cubs de Chicago           | Lanceur gaucher  | State College of Florida, Manatee–Sarasota (Bradenton, Floride) |

### Choix compensatoires
Choix attribués en compensation pour la perte d'un agent libre :
| Rang | Joueur            | Équipe               | Position         | Provenance                                       |
| ---- | ----------------- | -------------------- | ---------------- | ------------------------------------------------ |
| 28   | Nate Pearson      | Blue Jays de Toronto | Lanceur droitier | College of Central Florida (Ocala, Floride)      |
| 29   | Christopher Seise | Rangers du Texas     | Arrêt-court      | West Orange High School (Winter Garden, Floride) |
| 30   | Alex Lange        | Cubs de Chicago      | Lanceur droitier | Université d'État de Louisiane                   |

Choix additionnels désignés par le terme Competitive Balance Round A :
| Rang | Joueur         | Équipe               | Position         | Provenance                                             |
| ---- | -------------- | -------------------- | ---------------- | ------------------------------------------------------ |
| 31   | Drew Rasmussen | Rays de Tampa Bay    | Lanceur droitier | Université d'État de l'Oregon                          |
| 32   | Jeter Downs    | Reds de Cincinnati   | Arrêt-court      | Monsignor Edward Pace High School (Opa-locka, Floride) |
| 33   | Kevin Merrell  | Athletics d'Oakland  | Arrêt-court      | Université de Floride du Sud                           |
| 34   | Tristen Lutz   | Brewers de Milwaukee | Voltigeur        | James W. Martin High School (Arlington, Texas)         |
| 35   | Brent Rooker   | Twins du Minnesota   | Voltigeur        | Université d'État du Mississippi                       |
| 36   | Brian Miller   | Marlins de Miami     | Voltigeur        | Université de Caroline du Nord à Chapel Hill           |